# Adriana Ugarte

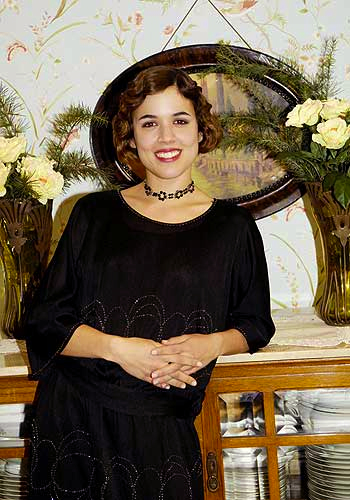
Adriana Ugarte

Adriana Sofía Ugarte Pascual, född 17 januari 1985 i Madrid, är en spansk skådespelerska. Hon filmdebuterade 2001 och blev år 2006 nominerad till Goyapriset för bästa kvinnliga nykomling för filmen Cabeza de perro. Sitt breda genombrott i Spanien fick hon med TV-serierna La Señora (2008–2010) och El tiempo entre costuras (2013–2014). Hon spelade huvudrollen i Pedro Almodóvars film Julieta från 2016.
Hon är barnbarn till författaren och filmarbetaren Eduardo Ugarte och barnbarnsbarn till dramatikern Carlos Arniches.